# Sedgefield Country Club
De Sedgefield Country Club is een countryclub in de Verenigde Staten. De club werd opgericht in 1926 en bevindt zich in Greensboro, North Carolina. De club beschikt over een 36-holes golfbaan, waarvan twee 18-holes.
De twee 18 holesbanen hebben een eigen naam: de "Ross"- en de "Dye"-baan en beide banen werden respectievelijk genoemd naar de golfbaanarchitecten Donald Ross en Pete Dye. De "Ross"-baan werd geopend in 1926 en de "Dye"-baan in 2007. De "Dye"-baan was oorspronkelijk van de Cardinal Golf & Country Club, dat geopend werd in 1975. In 2007 kocht Sedgefield de baan op en Pete Dye renoveerde de golfbaan.
Naast een 18 holesbaan, beschikt de club ook over een zwembad, acht tennisbanen, een fitnesscentrum en een feestzaal.

## Golftoernooien
Voor het golftoernooi werd er alleen gespeeld op de "Ross"-baan en de lengte van de baan voor de heren is 6520 m met een par van 70. De course rating is 75,3 en de slope rating is 139.
- Wyndham Championship: 1938-1941, 1946, 1948, 1950, 1953-1957, 1961-1976, 2008-heden